# Raymond Vissers
Raymond Vissers (* 6. August 1973 in Den Bosch) ist ein niederländischer ehemaliger Fußballtorhüter und heutiger Torwarttrainer.

## Laufbahn
Vissers begann seine fußballerische Karriere beim Amateurverein OSC’45 aus ’s-Hertogenbosch. Mit 15 Jahren wechselte der Jugendliche zur PSV nach Eindhoven. Bis zu seinem 21. Lebensjahr durchlief er alle Nachwuchsteams des Vereins. Danach gehörte er unter Trainer Kees Rijvers zum Erstligakader der PSV. Zwei Jahre lang war er dritter Torhüter in der Eredivisie, kam jedoch hinter Hans van Breukelen, Stanley Menzo oder Ronald Waterreus nie über diese Rolle hinaus. Als er mit dem neuen Trainer Dick Advocaat nicht zurechtkam, verließ er PSV und begann eine Karriere als Geschäftsmann. Nebenher spielte er noch eine Zeit lang beim Amateurklub DESK in Kaatsheuvel. Als sich das mit seinem Beruf nicht mehr vereinbaren ließ, wurde er Torwarttrainer. Er arbeitete zunächst bei den Amateurvereinen Emplina und BVV in ’s-Hertogenbosch, dann bei den Profis des FC Den Bosch, ehe er als Jugendtrainer zu PSV zurückkehrte. Über den FC Zwolle kam er 2006 zu RKC Waalwijk, wo er vier Jahre aktiv war. Anschließend wechselte er zur Saison 2011/12 zu Willem II, wo er im April 2011 gemeinsam mit Kotrainer John Feskens interim die Übungsleitung der ersten Mannschaft vom beurlaubten Gert Heerkes übernahm. Doch auch Feskens und Vissers konnten den Abstieg der Tilburger in die Eerste Divisie nicht verhindern. 2016 wechselte Vissens zum SC Heerenveen und arbeitete hier als Torwarttrainer bis 2021.